# Hermansheuvel
De Hermansheuvel is een getuigenheuvel ten zuiden van de tot de Vlaams-Brabantse gemeente Bekkevoort behorende plaats Assent, gelegen nabij de Struikstraat.
De 77 meter hoge heuvel is bekend als vindplaats van voorwerpen uit de Michelsbergcultuur, gesitueerd in het midden-neolithicum. Uit deze tijd (4400-3500 v.Chr.) is hier een nederzetting geweest. Er werden vanaf 1950 ongeveer 20.000 voorwerpen opgegraven waarvan de overgrote meerderheid (stenen voorwerpen en aardewerk) uit de Michelsbergcultuur stamde en daarnaast slechts een klein aantal uit de ijzertijd, de Romeinse en de vroegmiddeleeuwse periode. Hieruit kan geconcludeerd worden dat er na de middensteentijd geen intensieve bewoning van deze site heeft plaatsgevonden, zodat de situatie van de nederzetting slechts in beperkte mate werd verstoord.